# Ichneutes bicolor
Ichneutes bicolor är en stekelart som beskrevs av Cresson 1872. Ichneutes bicolor ingår i släktet Ichneutes och familjen bracksteklar. Inga underarter finns listade i Catalogue of Life.